# الحصن (المحويت)

تعديل مصدري - تعديل

الحصن هي إحدى قرى عزلة قبلة خديف بمديرية المحويت التابعة لمحافظة المحويت، بلغ تعداد سكانها 328 نسمة حسب تعداد اليمن لعام 2004.